# 土曜ワイド・韓流アワー
土曜ワイド・韓流アワー（どようわいど はんりゅうあわー）は、かつてフジテレビ系列で土曜日夕方に放送していた韓国の芸能情報とドラマを放映した枠。2004年10月16日放送開始。2005年9月10日放送終了。
韓国ドラマと「韓タメ!」の2部構成。ナビゲーターは同局アナウンサーの佐々木恭子。

## 番組内容

### 韓国ドラマ
天国の階段と悲しき恋歌を16:00～17:13（JST）に放送した。どちらも全20話以上と現在の日本で制作されるドラマに比べて、かなり話数が多い。
1. 天国の階段(2004年10月16日～2005年4月2日・全22話) 平均視聴率11.7%
2. 悲しき恋歌(2005年4月23日～2005年9月10日・全20話)

### 韓タメ!
韓流ブームに乗って始まった韓国の芸能情報コーナー。17:13～17:30（JST）放送。プロデューサーは日向栄二（フジテレビ情報番組センター所属。元「情報プレゼンター とくダネ!」プロデューサー）。
番組ナビゲーターの佐々木と、文化放送のアナウンサーとのやりとりも見もの。韓国側の担当アナウンサーは一度代替わりしている。
1. ハ・ジウン(初回～2005年1月8日放送)
2. パク・ソヒョン(2005年1月15日放送～2005年9月10日放送)

番組終了後の2005年10月8日15:30~17:24(JST)に「韓流オールスターサミット」の模様とチェ・ジウ特集が特番として放送された。

## 放送枠終了とその後
ドラマ『天国の階段』は、土曜日夕方としては良好な視聴率を稼いだ。しかし、『悲しき恋歌』は10%を超えることすらも少なく、終了と同時に「韓タメ！」も含めた放送枠自体が打ち切りとなった。
終了にともなうコメントで番組担当者は「視聴率が悪くても日本のドラマであれば3ヶ月我慢すれば終わるが、韓国ドラマは半年続く」と、低視聴率番組が長く続くリスクがあることを韓国ドラマ枠終了の一因として挙げている。
ちなみに深夜2時台に2005年10月以降も韓国ドラマ自体の放映は続けていたが、2006年10月改編期で廃止される（以後、韓国ドラマ放送が皆無の状況が続いていた）。
なお、2010年1月11日より「韓流α」（月曜～金曜 14:07～15:25の時間帯に新設）の形で韓国ドラマ放送枠を復活させた。「韓流α」では第1回放送に大ヒット作品『私の名前はキム・サムスン』を据え、完全ノーカット版、日本語字幕付き二ヶ国語放送という斬新な放送形態に加え、フジテレビによる新撮映像（出演者へのインタビュー、作品解説など）を盛り込むなど、他局の韓国ドラマ放送枠との差別化を図っている。同枠をプロデュースしたフジテレビ編成部によれば、「あらためて韓国ドラマの面白さを視聴者に届けよう」という趣旨による放送枠復活という。

## 韓タメ!DX
2005年11月27日からはCS放送のフジテレビ721で「韓タメ!DX」という続編を放映している。番組内容は上記のものに加えて水野俊平を起用して韓国語講座や、それに付随する韓国文化の解説などを行っている。ボイスナビゲーターはみんしる。
地上波のフジCS/BSの宣伝枠となるメディアの苗床において深夜に放映されることもあった。